# Майкл Вентріс
Майкл Джордж Френсіс Вентріс (англ. Michael George Francis Ventris, *12 липня 1922 — †6 вересня 1956) — англійський архітектор. Відоміший як лінгвіст-самоук, якому вдалось дешифрувати разом із Джоном Чедвіком найпізнішу форму критського письма — лінійне письмо Б. Був нагороджений медаллю Кеньона.

## Біографія
В дитинстві жив у Швейцарії. Рано виявив здібності до мов, уже в шкільному віці вільно говорив, читав і писав на 6 європейських мовах, крім того, володів латиною та давньогрецькою. У 1940—1948 роках студіював архітектуру (з перервою на час Другої світової війни, коли він служив в авіації). 6 вересня 1956 пізно вночі Майкл Вентріс повертався додому по Великому Північному шосе. У Хатфілді, неподалік від Лондона, його машина зіткнулася із вантажівкою. Смерть настала миттєво. Вентрісу було 34 роки.

## Критське письмо
Новаторський підхід Вентріса під час дешифрування критського письма полягав у відмові від порівняльного методу (знаки критського письма не мали аналогів серед писемностей того часу) і застосуванні математичних і логіко-комбінаторних методів. Правильність дешифрування Вентріса була підтверджена в 1952 році, коли Карл Блеген опублікував велику кількість табличок з Пілоса, раніше невідомих Вентрісу.
Спочатку Вентріс припускав, що мінойська мова (мова догрецьких критських написів) була спорідненою етруській мові. Він порівняв велику кількість історичних свідчень про зв'язки між критською цивілізацією і пізнішою культурою етрусків, які, хоча і не допомогли у дешифруванні, але просунули вивчення давньої історії Середземномор'я. Спочатку Вентріс встановив складовий характер критських написів, а також зв'язок між критським і кіпрським письмом. Оскільки за майже тисячоліття знаки сильно еволюціонували, лише близько десятка кіпрських знаків можна було із різним ступенем надійності зіставити із критськими.
1948 році американський лінгвіст Аліса Кобер виявила чергування складових знаків у закінченнях слів, зіставила їх чергування і встановила ряд чітких закономірностей, проте не змогла довести своє дослідження до кінця за станом здоров'я (в цей час вона вже хворіла на рак і померла 1950 року). Спираючись на роботи Кобер, Вентріс пішов далі і склав таблицю, де у стовпцях розташовувалися знаки із приблизно однаковими голосними, а в рядках — із приблизно однаковими приголосними. Завдяки зіставленню із кіпрськими знаками Вентріс припустив читання декількох десятків знаків (іноді — з варіантами).
Далі Вентріс проаналізував структуру текстів лінійним письмом Б (більш ранні тексти він не аналізував через недостатність матеріалу; крім того, він передбачав — так в результаті і виявилося — що за більш ранніми написами стоїть інша мова). Це були бюрократичні документи, в основному облікового характеру. Тексти були забезпечені великою кількістю ідеограм, а також знаками числівників — останні були відносно легко дешифровані ще попередниками Вентріса. Удачею Вентріса було те, що він виявив слова, які можна було ідентифікувати як топоніми: їх вживання було чітко прив'язане до місць знаходження табличок. За допомогою своєї таблиці він прочитав топоніми «Кносс», «Амніс», «Пілос».
Подальший хід дешифрування показав, що за написами, ймовірно, стоїть рання форма грецької мови. У радіоінтерв'ю з розповіддю про попередні результати дешифрування Вентріс звернувся по допомогу. Його колегою став лінгвіст Джон Чедвік, який довів дешифрування до кінця, а після його смерті здійснив публікацію та переклади корпусу написів лінійним письмом Б. Заслугою Чедвіка, зокрема, є відновлення історичної фонетики давньогрецької мови.
Після дешифрування лінійного письма Б стало можливим прочитати і більшість написів більш раннім лінійним письмом А — однак їхня мінойська мова, як і раніше незрозуміла.